# Men in Black
 Ikke at forveksle med Men In Black (protestgruppe).
 For alternative betydninger, se Men in Black (flertydig). (Se også artikler, som begynder med Men in Black)
Men in Black er en amerikansk film fra 1997, instrueret af Barry Sonnenfeld. Filmen er baseret på tegneserien The Men in Black, der er bygget på en populær konspirationsteori om Mænd i sort.
Filmen blev efterfulgt af en animeret TV-serie og senere af filmen Men in Black II. Men in Black 3 havde premiere i Danmark den 25 Maj 2012.

## Handling
Et selskab af agenter der er klar over at rumvæsner allerede har infiltreret vores samfund og lever blandt os.

## Medvirkende
- Tommy Lee Jones i rollen som Agent K (Kay)
- Will Smith i rollen som James Edwards/Agent J (Jay)
- Linda Fiorentino i rollen som Dr. Laurel Weaver/Agent L
- Vincent D'Onofrio i rollen som Edgar/The Bug
- Rip Torn i rollen som Chief Zed